# Snijne
Snijné (en ukrainien : Сніжне, en russe : Снежное, Snejnoïe) est une ville minière de l'oblast de Donetsk, en Ukraine qui fait partie de la république populaire de Donetsk. Sa population s'élevait à 48 485 habitants en 2013.

## Géographie
Snijne est située dans le bassin du Donbass et limitée à l'ouest par la ville minière de Tchystiakove. Elle se trouve à 69 km — 133 km par le chemin de fer et 76 km par la route — à l'est de Donetsk, et à 655 km — 805 km par le chemin de fer et 794 km par la route — au sud-est de Kiev, elle possède une gare ferroviaire. La frontière russe passe à 20 km au sud-est de la ville. Elle est également très proche de la limite administrative avec l'oblast de Louhansk.

### Communauté urbaine
La ville regroupe autour d'elle une communauté urbaine, notamment composée au nord de la commune urbaine de Andriïvka, à l'est des communautés urbaines de Hirnytske, de Brajyne et de Lymanchouk, au sud-est de celles de Pervomaïske et de Pervomaïskyï.

## Histoire
Selon la légende, la ville devrait son nom à Catherine II, qui en passant dans la région se serait exclamé : « Quel endroit enneigé ! » (en russe : Какое снежное место). En 1864, la localité, qui s'appelait jusque-là Vassilivka (Василівка), est renommée en Snejnoïe (Snijne en ukrainien). Des mines de charbon sont mises en exploitation dans les premières années du XXe siècle et les premières cités ouvrières sont construites.
Pendant l'ère soviétique, une cité ouvrière se développe près de la mine № 9. En 1936, est formé le trust Snejnoïeantratsit (Снежноеантрацит). En 1938, les localités de Snejnoïe et Novy Donbass reçoivent le statut de ville. Snejnoïe compte alors 16 156 habitants et Novy Donbass — le bourg ouvrier de la mine № 18 — 12 551. Snejnoïe absorbe alors Novy Donbass. Après la Seconde Guerre mondiale, de nouvelles mines sont mises en exploitation et de nouvelles industries sont implantées (machines pour l'industrie chimique, confection, etc.). À la fin des années 1970 est construit le quartier Tcheriomouchky (Черёмушки) pour 7 000 habitants. Proche de la ville se trouve le Saour-Mogyla, point mémorial où se situe un kourgan et un monument de la seconde guerre mondiale.

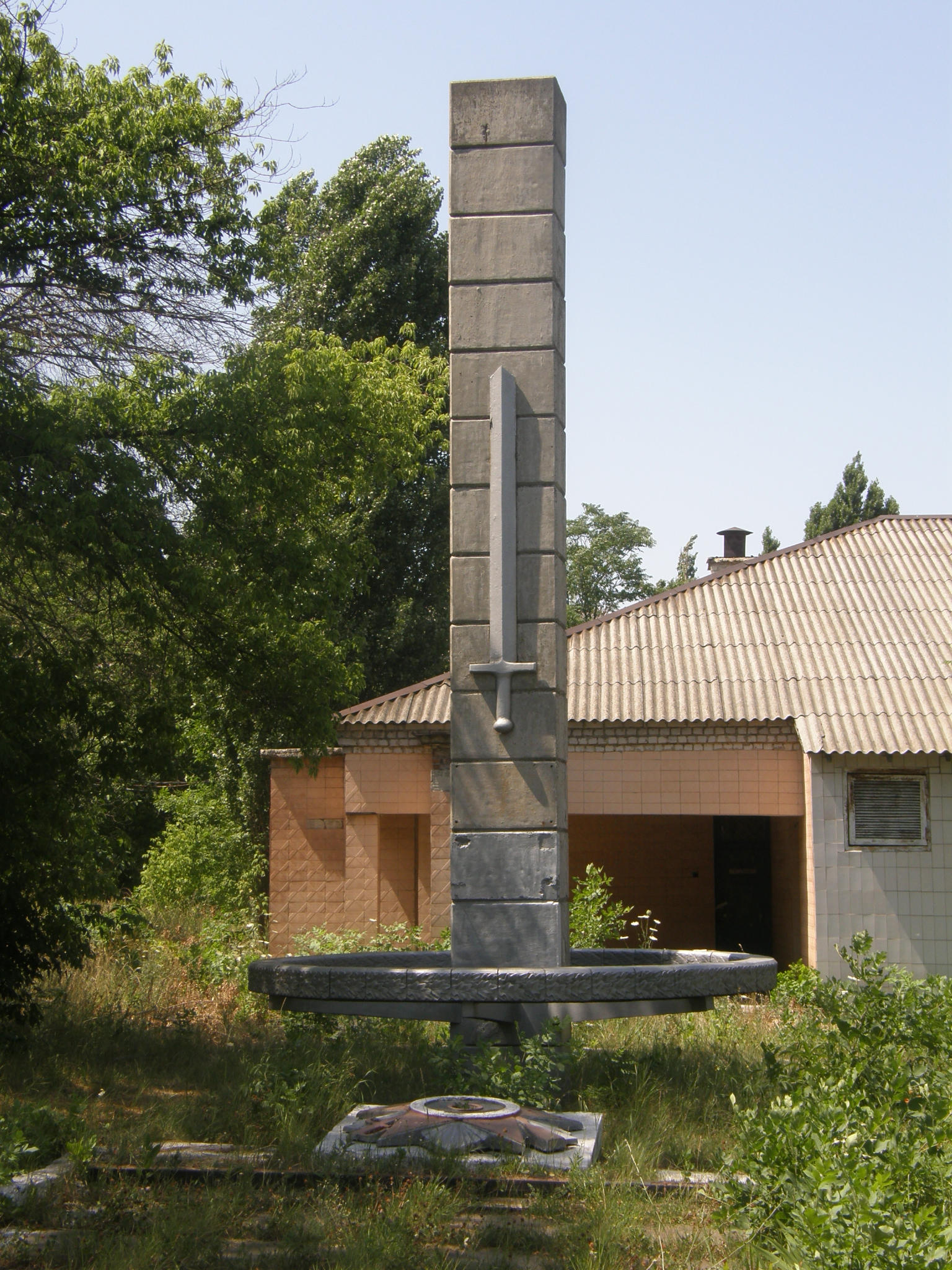
Monument aux ouvriers de l'usine de réparation morts lors de la seconde guerre mondialeclassé.

Lors des élections présidentielles de 2004, la ville a voté massivement pour Viktor Ianoukovytch (95,97 %), Viktor Iouchtchenko n'obtenant que 2,18 % des voix.

## Population
Recensements (*) ou estimations de la population :
| 1913 | 1939*  | 1959*  | 1970*  | 1979*  |
| ---- | ------ | ------ | ------ | ------ |
| 863  | 16 156 | 25 674 | 63 981 | 65 767 |

| 1989*  | 2001*  | 2011   | 2012   | 2013   |
| ------ | ------ | ------ | ------ | ------ |
| 68 857 | 58 496 | 49 564 | 49 095 | 48 485 |